# Българска свободна телевизия
Българска свободна телевизия (накратко БСТВ) е  бивш български телевизионен канал, собственост на Българската социалистическа партия. Стартира на 24 януари 2019 г. в 7:30 сутринта.

## Програма
Програмата на телевизията стартира с новини и сутрешен блок „България се събужда“ (водещ - Стоил Рошкев). Следобедният блок на БСТВ е от 13:00 до 15:30 часа, а водеща е Елена Пенчукова. Централната емисия новини е от 18:30 ч. с водещи Алекс Донев и Вяра Петрова. Вечерният блок на БСТВ е съставен от предаванията „Студио икономика“ (водещ – Нора Стоичкова) и „Актуално от деня“ (водещ – Велизар Енчев). Телевизията излъчва също български, съветски, руски и европейски филми, музика и документалистика. До 1 декември 2019 г. се излъчва от 7:30 сутринта до 19:00 вечерта. От 2 декември 2019 г. излъчването е от 6:00 сутринта до 22:30 вечерта.
На 2 май 2023 г. телевизията спира излъчването на програмата. Обещанието на лидера на Българската социалистическа партия Корнелия Нинова е, че спирането ще е само за 2 месеца, както и че каналът БСТВ ще бъде възстановен в телевизионната кабелна мрежа, след като студията бъдат преместени в централата на Българската социалистическа партия на ул. „Позитано“ 20. Това обаче така и не става.
В някои медии се появява информация, че спирането е за постоянно поради необслужени задължения към различни институции като НАП и Електрохолд България, което ръководството на БСП отрича.
На 22 януари 2024 г. става ясно, че телевизията окончателно преустановява дейността си.

## Предавания
- „България се събужда“ с водещ Стоил Рошкев
- „Нашият следобед“ с водещ Елена Пенчукова, Стоян Петров
- „Следобед с БСТВ“ с водещ Елена Пенчукова, Стоян Петров
- „Студио Икономика“ с водещ Нора Стоичкова
- „Актуално от деня“ с водещ Александър Симов, Нора Стоичкова, Велизар Енчев, Алекс Донев и Николай Грозданов
- „Дискусионен клуб“ с водещ Велизар Енчев
- „В обектива“ с водещ Валерия Касиян
- „Шевица“ с водещ Ивайло Шопски
- „Общество и култура“ с водещ Иван Гранитски
- „За историята свободно“ с водещ проф. Искра Баева
- „Лява политика“ с водещ Александър Симов
- „Червен картон“ с водещ Кирил Веселински
- „Гласове“ с водещ Явор Дачков
- „Не се страхувай“ с водещ Васил Василев
- „Професия турист“
- „Местно време в българските общини“
- „Културен фронт“ с водещ Юлия Владимирова
- „Антидот“ с водещ Юлия Ал-Хаким
- „Думата е ваша“ с водещ Стоил Рошкев
- „Музикална история“ с водещ Стоян Петров
- „Легенди“ с водещ Стоян Петров